# إيملي مان
إيملي مان (بالإنجليزية: Emily Mann)‏ هي كاتبة مسرحية وكاتِبة ومخرجة أمريكية، ولدت في 12 أبريل 1952 في بوسطن في الولايات المتحدة.

## وصلات خارجية
- إيملي مان على موقع قاعدة بيانات برودواي على الإنترنت (الإنجليزية)